# Ducat de Suàbia
Els Ducs de Suàbia varen governar al sud-oest d'Alemanya. Suàbia era un dels cinc «ducats arrel» del regne medieval alemany, i els seus ducs estaven entre els magnats més poderosos d'Alemanya. La família més notable al govern de Suàbia va ser la dinastia Hohenstaufen que es va mantenir al poder, amb una breu interrupció, des de 1079 fins a 1268. Durant una part important d'aquest període, els Hohenstaufen eren també Emperadors del Sacre Imperi Romanogermànic. Amb la mort de Conradí, l'últim duc Hohenstaufen, el ducat com a tal es desintegrà, encara que el rei Rodolf I, de la dinastia Habsburg, intentà reactivar-lo per a la seva família al tombant del segle xiii.

## Ducs de Suàbia
- Burcard I (909 - 911)
- Erchanger (915 - 917)
- Burcard II (917 - 926)
- Herman I (926 - 949)
- Ludolf (950 - 954)
- Burcard III (954 - 973)
- Otó I (973 - 982)
- Conrad I (982 - 997)
- Herman II (997 - 1003)
- Herman III (1003 - 1012)

Casa de Babenberg
- Ernest I (r. 1012 - 1015)
- Ernest II (r. 1015 - 1030)
- Herman IV (r. 1030 - 1038)

Diverses casesEls següents ducs no tenen connexions sanguínies entre ells
- Enric I (r. 1038 - 1045) Rei d'Alemanya el 1039 i Emperador del Sacre Imperi Romanogermànic el 1046
- Otó II (r. 1045 - 1048) Comte Palatí del Rin
- Otó III de Suàbia (r. 1048 - 1057)
- Rodolf de Rheinfelden (r. 1057 - 1079)

Dinastia Hohenstaufen
- Frederic I von Staufen (r. 1079 - 1105) 
  - Bertold de Rheinfelden pretendent 1070-1090
  - Bertold II de Zähringen pretendent 1092-1098, duc de Zähringen des de 1000 a 1011
- Frederic II (r. 1105 - 1147)
- Frederic III (r. 1147 - 1152) Rei d'Alemanya 1152 i Emperador del Sacre Imperi Romanogermànic el 1155
- Frederic IV (r. 1152 - 1167)
- Frederic V (r. 1167 - 1170)
- Frederic VI (r. 1170 - 1191)
- Conrad II (r. 1191 - 1196)
- Felip (r. 1196 - 1208) Rei d'Alemanya el 1198

Casa de Welf
- Otó IV (r. 1208 - 1212) Rei d'Alemanya 1208 i Emperador del Sacre Imperi Romanogermànic el 1209

Restauració dels Hohenstaufen
- Frederic VII (r. 1212 - 1216) ''Rei d'Alemanya el 1212 i emperador del Sacre Imperi Romanogermànic el 1220
- Enric II (r. 1216 - 1235), Rei d'Alemanya el 1220
- Conrad III (r. 1235 - 1254) Rei d'Alemanya el 1237, va succeir al seu pare 1250
- Conrad V (Conradí) (r. 1254 - 1268)